# Perittia
Perittia é um gênero de traça pertencente à família Agonoxenidae.